# Mandeville, Québec
Mandeville är en kommun i provinsen Québec i Kanada. Den ligger i regionen Lanaudière, i den sydöstra delen av landet, 210 km nordost om huvudstaden Ottawa.